# Gimmick
Ein Gimmick ist eine lustige oder sonst attraktive Zugabe (manchmal auch ein Werbegeschenk oder auch ein Werbeartikel) von geringem materiellen Wert. Zu Gimmicks zählen Gegenstände aus Zeitschriften, Messe- und Werbegeschenke oder Aufkleber in Verpackungen von Geräten und Software (im Internet z. B. Verträge mit Gratis-Nutzungszeiten). Außerdem können Gimmicks auch als (häufig limitiert verfügbare) Aufmachung der Verpackung selbst angeboten werden, z. B. bei CD- oder Schallplattenhüllen. Oft sind Gimmicks einem Produkt, wie zum Beispiel Cornflakes, als Kaufanreiz beigepackt. Sie sollen meist den Spieltrieb ansprechen. Im deutschsprachigen Raum machte das Comic-Heft Yps den Begriff in den späten 1970er Jahren bekannt: Ihm waren beispielsweise kleine Kompasse aus Kunststoff oder ein „Urzeitkrebs“-Aufzuchtsset beigepackt. Die Spielzeuge in einem Überraschungsei lassen sich ebenfalls als Gimmicks einstufen. In der Regel haben Gimmicks kaum Nutzen.

## Begriff
Das Wort stammt aus dem Englischen, wo es ab 1926 schriftlich belegt ist und ursprünglich ein Gerät zum Manipulieren von Glücksspielen bezeichnete. Die Etymologie ist ungeklärt; vermutet wird eine Abwandlung von ,magic‘ (,Magie‘). Der Begriff ist je nach Kontext mehrdeutig und kann neben den Genannten auch ‚ausgefallene Idee, Kunstgriff, Mätzchen, Spielerei‘ bedeuten. In diesem Sinne werden auch nett anzusehende Funktionen in Computerprogrammen ohne nennenswerten Nutzen oft Gimmick genannt (Uhr, Wetteranzeige, kleine Spiele u. a.). Spätestens seit dem Erscheinen von Mac OS X wird Software dieser Klasse im deutschen Sprachgebrauch zunehmend als Widget bezeichnet.

## Sonstiges
In der Micky Maus ist das Gimmick ein fundamentaler Bestandteil und wichtiger Kaufanreiz für Kinder. Dem Micky-Maus-Magazin liegen auch heute noch Extras – vorwiegend aus Kunststoff – wie Spielzeugpistolen, Detektiv-Sets, Abenteuer-Sets, Halloween-Grusel-Artikel etc. bei. Das erste Extra in der seit 1951 erscheinenden Comiczeitschrift in Ausgabe 29/1958 überraschte mit einer gelben Sonnenblende aus Pappe. Ähnlich war es beim 2022 letztmalig verkauften Yps-Heft. Den Platten britischer Rockbands wurden manchmal Gimmicks in Form von Schablonen beigelegt, z. B. im Jahre 1978 bei dem Album Power in the Darkness der Tom Robinson Band.